# Miroslav Vardić
Miroslav Vardić (Bukoš kod Kraljeva, 4. prosinca 1944. – 7. svibnja 2018.), bivši Hajdukov nogometaš i jugoslavenski reprezentativac.

## Karijera
Karijeru je započeo u Slogi iz Kraljeva, a na prvoligašku scenu stupio je 1964. godine, kao igrač Radničkog iz Niša čiji je dres nosio do 1967. U Hajduk je došao 1967., po preporuci trenera Dušana Nenkovića, "u paketu" s Draganom Holcerom. Hajdukov je dres nosi do 1971. godine. Za Hajduk je odigrao 203 utakmice i postigao 74 pogotka. Član je Hajdukove slavne šampionske momčadi koja je u sezoni 1970./71. konačno, nakon šesnaest godina, Splitu ponovo donijela titulu prvaka Jugoslavije. Igrao je na desnom krilu, a po potrebi i desnog veznog.
Nakon odlaska iz Hajduka, od 1971. do 1973. godine član je drugoligaša Borova, a potom karijeru nastavlja u nizozemskoj Bredi. Neko vrijeme je igrao mali nogomet u Sjedinjenim Američkim Državama, pa se vratio u Nizozemsku, u kojoj je ostao i nakon završetka igračke karijere.
Statistika u Hajduku
| Natjecanje        | Nastupi | Zgoditci |
| ----------------- | ------- | -------- |
| Prvenstvo         | 94      | 18       |
| Kup               | 9       | 2        |
| Superkup          | 0       | 0        |
| Međunarodne       | 9       | 1        |
| Splitski podsavez | 0       | 0        |
| Ukupno            | 112     | 21       |
| Prijateljske      | 91      | 53       |
| Sveukupno         | 203     | 74       |

## Vanjske poveznice
- Profil na reprezentacija.rs